# Adressbuchverfahren
Das Adressbuchverfahren (kurz Adressbuch) war ein kryptographisches Verfahren, das die deutsche Kriegsmarine während des Zweiten Weltkriegs entwickelt und eingesetzt hat, um Positionsangaben von Fahrzeugen auf See gegen Entzifferung zu schützen.

## Geschichte
Der Befehlshaber der U-Boote (BdU), Admiral Karl Dönitz (1891–1980), war stets in Sorge um die Sicherheit des verschlüsselten Nachrichtenverkehrs zwischen seiner Dienststelle und den hauptsächlich im Atlantik operierenden deutschen U-Booten. Dabei waren insbesondere Standortangaben naturgemäß höchst sensibel und durften auf keinen Fall dem Gegner bekannt werden.
Grundsätzlich setzte die Marine zur Verschlüsselung ihrer Funksprüche den sogenannten Schlüssel M ein. Dabei handelte es sich um ein Modell der Rotor-Chiffriermaschine Enigma, und zwar zunächst um die Enigma-M3, die am 1. Februar 1942 von der kryptographisch stärkeren Enigma-M4 abgelöst wurde.
Als zusätzliche Sicherheitsmaßnahme wurden geheime Marinequadratkarten genutzt, bei denen Standorte statt durch Breiten- und Längenangaben, wie beispielsweise 41° 45’ N, 9° 18’ W, durch Buchstaben-Zahlen-Kombinationen wie CG 2538 angegeben wurden.
Trotz allem wollte man eine zusätzliche Sicherheitsebene einführen, um die Geheimhaltung der U-Boot-Positionen unter allen Umständen zu gewährleisten. Dazu diente das Adressbuchverfahren, das am 24. November 1941 in Kraft gesetzt wurde und bis zum Kriegsende im Einsatz war.

## Verfahren
Der Name Adressbuch bezieht sich auf die Verwendung von fiktiven Personennamen und Anschriften wie beispielsweise „Gottfried Becker, Blücherplatz 30“. Tatsächlich handelte es sich wohl um kein Buch, sondern eher um ein dünnes Heft mit einigen wenigen Seiten. Davon gab es mehrere Ausgaben, wie das Adressbuch 41 und das Adressbuch 43. In Zusammenhang damit wurden auch die (aus anderem Grund) auf U-Booten ohnehin mitgeführten Doppelbuchstabentauschtafeln genutzt.
Die obige Adresse bedeutete dann, entsprechend den Initialen der Person, hier GB, in den Doppelbuchstabentauschtafeln das dazugehörige Bigramm nachzuschauen und dieses von den originalen Marinequadratbuchstaben abzuziehen. Des Weiteren bedeutete die Hausnummer, hier 30, dass von der vierstelligen Marinequadratzahl, im Beispiel 2538, hier 3000 (ziffernweise ohne Übertrag) abzuziehen ist. So wurde aus der Zahlenangabe 2538 nun 9538.
Die gewählte Angabe einer Adresse, statt kurz nur „GBB 30“, was prinzipiell auch möglich gewesen wäre, hat verfahrenstechnisch den praktischen Vorteil, dass ein Personen- und Straßenname leichter zu merken ist, als eine aus nur wenigen zusammenhanglosen Zeichen bestehende Kurzbezeichnung. Ähnlich war es auch bei Erkennungssignalen (ES) üblich und dem dabei eingesetzten einfachen kryptographischen Gerät, dem ES-Schieber. Auch hierbei nutze die Kriegsmarine leicht zu merkende Personennamen wie „Erasmus Schulze“ anstelle von nur kurz „ES“.   

## Sicherheit
Obwohl die Alliierten schon lange die Enigma-Funksprüche der Kriegsmarine brechen konnten (siehe auch: Entzifferung der Enigma und Entzifferung der Enigma-M4), was die Deutschen aber nicht wussten, wurden sie durch das plötzlich eingeführte Adressbuchverfahren überrascht. Unverständlich deuteten die entzifferten Funksprüche nun seltsame oder nahezu unmögliche Positionen an, beispielsweise in der Antarktis, obwohl der Funkspruch sicher von einem Atlantik-U-Boot stammte. Die alliierten Kryptoanalytiker brauchten einige Zeit und Mühe, um nach und nach das neue Verfahren aufzudecken. Dies gelang weder einfach noch schnell und auch nicht immer fehlerfrei. Die Alliierten mussten hierzu nahezu jede verfügbare Information nutzen, auch scheinbare Nebensächlichkeiten, wie U-Boot-Meldungen über Fliegerangriffe. Diese konnten sie mit dem eigenen Wissen über die Einsatzgebiete ihrer Flugzeuge abgleichen und so auf die wahren Positionen schließen. Trotzdem gelang es ihnen nicht, das Adressbuch vollständig zu rekonstruieren.
Die schwierige Situation änderte sich schlagartig, nachdem am 4. Juni 1944 das U-Boot U 505 von Schiffen der US Navy aufgebracht werden konnte. Dabei wurden neben einer Enigma-M4 wichtige Schlüsselunterlagen erbeutet, wie das Kurzsignalheft und das Kenngruppenheft. Nach Ansicht des renommierten Marine-Historikers Ralph Erskine war jedoch das Adressbuch das wichtigste Geheimdokument, das dabei in alliierte Hände fiel (englisch “… making the Adressbuch the most valuable item to be taken from U 505”). Die Amerikaner leiteten es umgehend nach Bletchley Park weiter. Und die britischen Codebreakers dort waren nun mithilfe des Adressbuchs in der Lage, die wahren Positionen der deutschen U-Boote genauso schnell und präzise zu ermitteln, wie es die Deutschen selbst konnten.
Dieses Exemplar des Adressbuchs ist nicht öffentlich verfügbar – möglicherweise ist es verschollen oder unter Verschluss. Auch wurden bisher weder andere authentische Adressbücher noch die Anleitung (Marine-Dienstvorschrift) zu deren Gebrauch aufgefunden, so dass einiges zum Adressbuchverfahren im Dunkeln bleibt.